# БМВ i3
„БМВ i3“ (BMW i3) е модел малки електрически автомобили (сегмент B) на германската компания „БМВ“, произвеждан в Лайпциг от 2013 до 2022 година.
Това е първият сериен модел с нулеви емисии на марката и се предлага като хечбек с пет врати с чисто електрическо задвижване или като зареждаем хибрид, с допълнителен бензинов двигател за зареждане на батерията.